# Barraute-Camu
Barraute-Camu är en kommun i departementet Pyrénées-Atlantiques i regionen Nouvelle-Aquitaine i sydvästra Frankrike. Kommunen ligger i kantonen Sauveterre-de-Béarn som tillhör arrondissementet Oloron-Sainte-Marie. År 2022 hade Barraute-Camu 187 invånare.

## Befolkningsutveckling
Antalet invånare i kommunen Barraute-Camu
| Referens: INSEE |